# Wikterp

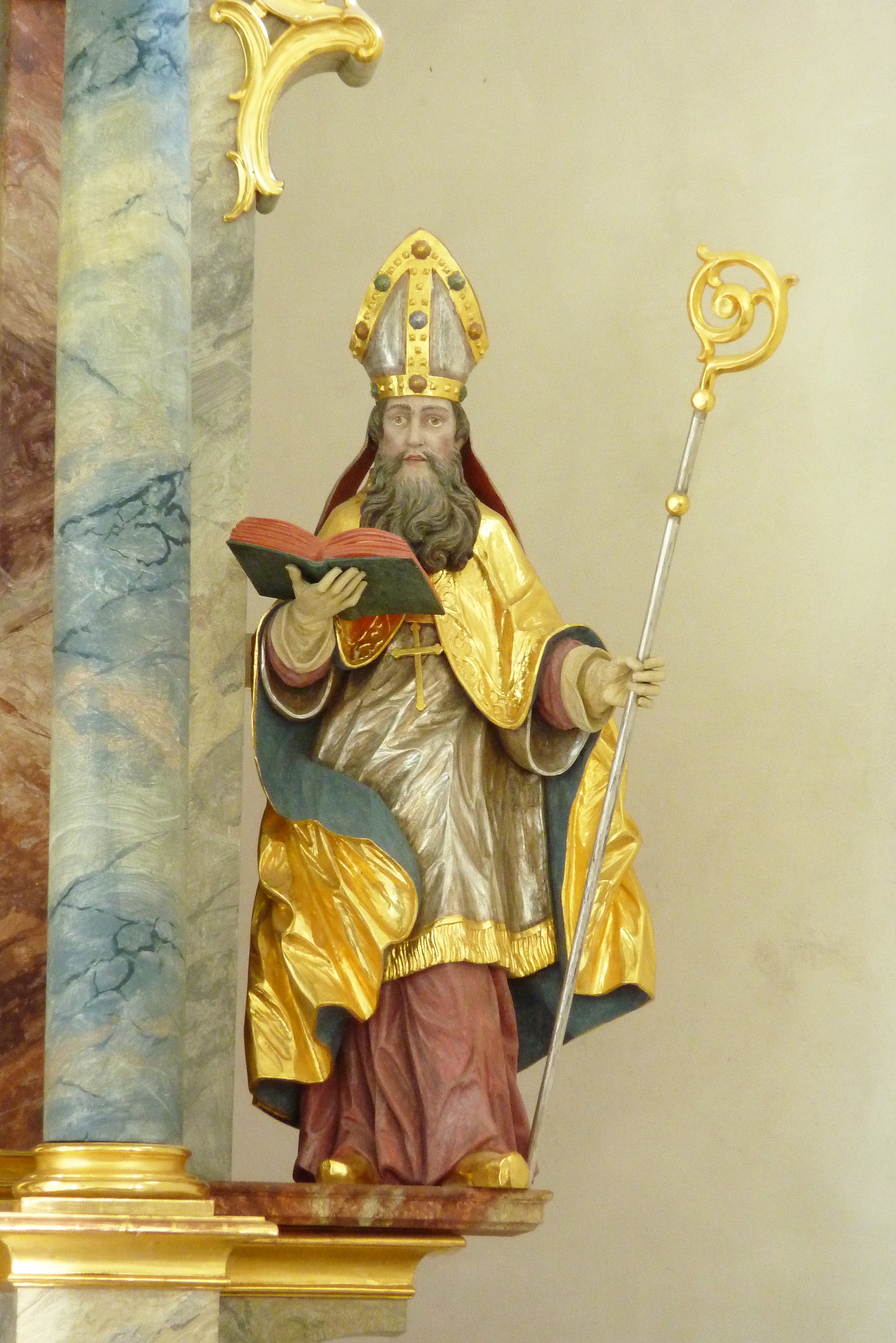
Heiliger Wikterp in der Kapelle St. Lorenz in Epfach

Wikterp (auch Wigbert und Wiggo; † um 772 in Epfach  (nach anderen Angaben  † an einem 18. April eines nicht bestimmbaren Jahres im Zeitraum 749–752)) war der erste Augsburger Bischof, der von Historikern geschichtlich gesichert werden konnte. Erwähnt wird er das erste Mal in einem Schreiben von Gregor III. an die deutschen Bischöfe. Vermutlich wurde er in der ersten Hälfte des 8. Jahrhunderts in Epfach geboren.
Wikterp soll eine wichtige Rolle in der Verbreitung und Festigung des christlichen Glaubens im Allgäu gespielt haben. Ferner gilt er als Mitbegründer der Klöster Fultenbach, Kempten, Wessobrunn und Ellwangen und weihte die Kirchen in Füssen sowie das Marienmünster in Kempten.
Wikterp starb angeblich am 18. April 771 in Augsburg, wobei keine dieser Behauptungen auch wirklich gesichert werden kann. Bekannt ist, dass er in Epfach bestattet wurde. Seine Gebeine wurden 989 nach Augsburg überführt. Dort wurden sie zunächst in der Afrakirche beigesetzt und 1489 in die Basilika St. Ulrich und Afra umgebettet.